# Ernesto Michel
Ernesto Federico Michel (Paraná, 12 ottobre 1970) è un ex cestista argentino.

## Carriera
Con l'Argentina ha disputato i Campionati americani del 1995 e i Giochi olimpici di Atlanta 1996.